# Mayer
Mayer je priimek v Sloveniji in tujini. Po podatkih Statističnega urada Republike Slovenije je na dan 1. januarja 2010 v Slovenjiji uporabljalo ta priimek 64 oseb.  

## Znani slovenski nosilci priimka
- Ana Mayer Kansky (1895—1962), kemičarka
- Ernest Mayer (1920—2009), botanik, akademik
- Evgen Mayer (1889—1970), agronom, sadjar in vinogradnik
- Ferdo Mayer (1927—1994), slikar
- Janez Mayer (*1948), psiholog
- Olga Maček (r. Mayer) (1932?-2022), agronomka
- Tita Mayer, novinarka

## Znani tuji nosilci priimka
- Adolf Mayer (1843—1942), nemško-nizozemski virolog
- Arno Joseph Mayer (*1926), luksemburško-amaeriški zgodovinar
- Antun Mayer (1883—1957), hrvaški jezikoslovec
- Ben Mayer (?—2000), ameriški ljubiteljski astronom
- Bernadette Mayer (*1945), ameriška pesnica in pisateljica
- Carl Mayer (1894—1944), nemški scenarist
- Daniel Mayer (1909—?), francoski politik
- Egon Mayer (1917—1944), nemški častnik, vojaški pilot in letalski as
- Gustav Mayer (1871—?), nemški zgodovinar
- Hans Mayer (1907–2001), nemški literarni znanastvenik, pravni teoretik in muzikolog marksistične orientacije
- Helmut Mayer (*1966), avstrijski smučar
- Herbert Mayer (1900—1985), avstrijsko-ameriški slikar in grafik
- Johann Tobias Mayer (1752—1830), nemški fizik
- John Mayer (*1977), ameriški pop pevec
- Joseph Edward Mayer (1904—1983), ameriški kemik in fizik
- Julius Robert von Mayer (1814—1878), nemški fizik
- Lauren Etame Mayer (*1977), kamerunski nogometaš
- Louis Burt Mayer (1885—1957), rusko-ameriški filmski producent
- Maria Goeppert-Mayer (1906—1972), nemška fizičarka in nobelovka, poročena z Josephom Edwardom Mayerjem
- Matthias Mayer (*1990), avstrijski smučar
- Paul Augustin Mayer (1911—2010), nemški kurijski kardinal
- René Mayer (1895—?), francoski politik
- Rupert Mayer (1876—1945), nemški katoliški teolog
- Timmy Mayer (1938—1964), ameriški dirkač Formule 1
- Tobias Mayer (1723—1762), nemški astronom, matematik, kartograf in fizik, oče Johanna Tobiasa Mayerja